# Linhe
Linhe is een stad in Binnen-Mongolië in China. Linhe ligt in het noorden van China. De stad heeft 281.000 inwoners. 
Het district Linhe gelegen bij de Gele Rivier telt 510.965 inwoners op een oppervlakte van 2.354 km² (2006). 
Linhe is de hoofdstad van de prefectuur Baynnur. In Linhe bevindt zich een gevangenis.
Slechts 3% van de bevolking is Mongools. 
Behalve industriestad is Linhe, gelegen in een bevloeid gebied, centrum van landbouw. Een nieuwe expresweg verbindt de stad met Baotou en met Yinchuan (Nigxia hui).